# Moby Dick (Schiff, 1976)
Die Moby Dick ist ein Passagierschiff der Bonner Fähr- und Fahrgastschifffahrt GmbH & Co. KG (das Unternehmen betrieb zudem bis 2022 noch die Rheinfähre Rheinnixe). Das Schiff gehört außerdem zur Flotte der Bonner Personen Schiffahrt. Bis Ende 2014 war Schiffseigner die Uta u. Dieter Schmitz OHG.
Das auffällige, in der Form an einen Wal angelehnte Schiff verkehrt auf dem Rhein meist zwischen Bonn und Linz am Rhein. Es wurde 1976 auf der Werft Oberkassel gebaut. Inspiration und Namensgeber war ein Weißwal, der 1966 den Rhein bis Bonn hinaufschwamm und nach Herman Melvilles Roman Moby Dick benannt wurde.

## Konstruktion
Die Moby Dick misst 45 m in der Länge, die Rumpfbreite in Höhe der Wasserlinie ist 6,54 m und 11,17 m über alles. Die Höhe ab Kiel beträgt 9,60 m bei einem durchschnittlichen Tiefgang von 1,10 m und einem Leergewicht von ca. 120 Tonnen. Der Antrieb besteht aus drei MAN-6-Zylinder-Dieselmotoren mit je 147 kW Leistung. Die Ruderanlage besteht aus einem hydraulisch betätigtem Ruder hinter dem festen Heckpropeller und zwei seitlich, ungefähr mittschiffs, eingebauten Schottel-Ruderpropellern. Ein überdachtes Hauptdeck und ein Freideck bieten zusammen Platz für maximal 496 Personen.
Das Hauptdeck hat am Vorderende große, von weißen Streben getrennte Fenster, die die Zähne bzw. Barten des Wales darstellen. Die Verkleidungen laufen vorne spitz zu, um das Maul zu bilden, und sind hinten mit einer Flosse versehen. Das Schiff ist in hellem (Seiten des Hauptdecks) und dunklem (Verkleidungen) Blau lackiert, etwa auf halber Länge befindet sich eine an ein Auge erinnernde Bemalung. Bis Ende der 1980er Jahre trug das Schiff ein Farbschema mit hohem Orange-Anteil.

## Fahrten
Auf der Hauptroute nach Linz am Rhein gibt es Anlegestellen in Königswinter und Remagen. Daneben fährt die Moby Dick auch manchmal nach Köln oder Koblenz. Außerdem steht das erst 2020 renovierte Schiff für Charterfahrten zur Verfügung und kann für Firmenevents, Geburtstage, oder andere Feierlichkeiten ab 50 Personen angemietet werden.

## Trauung an Bord
Die Stadt Bonn bietet die Möglichkeit zur standesamtlichen Trauung auf der Moby Dick, solange sie am Bonner Rheinufer liegt. Nach erfolgter Eheschließung kann das Schiff ablegen.

## Beschädigung 2008
Am 6. November 2008 wurde das Schiff, in Bonn vor Anker liegend, vom niederländischen Tanker Lazio gerammt und beschädigt. Die Schäden sollten bis zum Frühjahr 2009 auf einer Werft in Oberwinter behoben werden. Inzwischen verkehrt die Moby Dick wieder regelmäßig auf dem Rhein.

## Beschädigung 2022
Am 21. Mai 2022 wurde die Moby Dick leicht beschädigt, als sie festliegend in Bonn von einem ablegenden niederländischen Kohlefrachter gerammt wurde. Die Schäden sollen „nicht riesig“ sein.

## Bilder

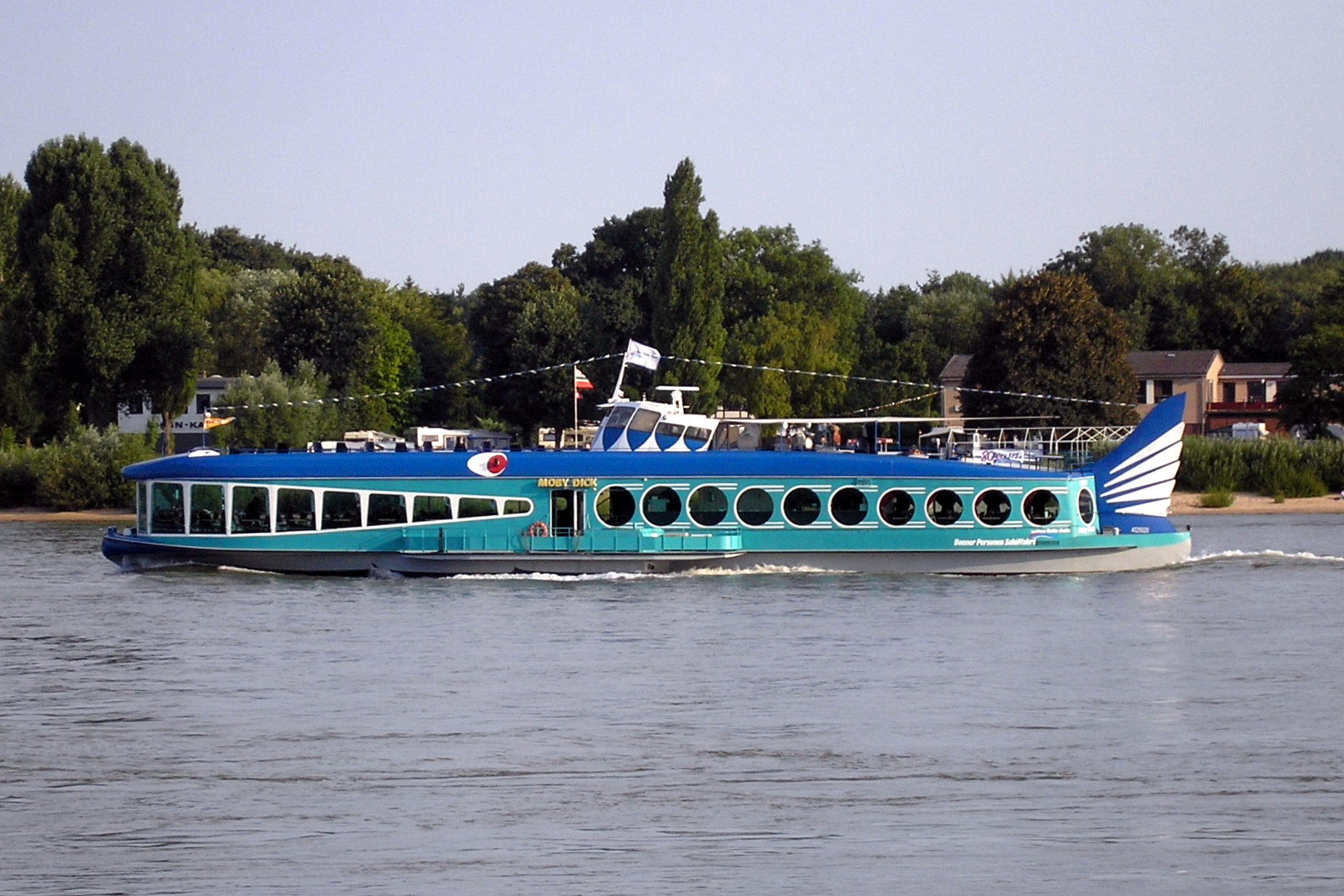
Die Moby Dick vor Köln-Rodenkirchen (Juni 2009)
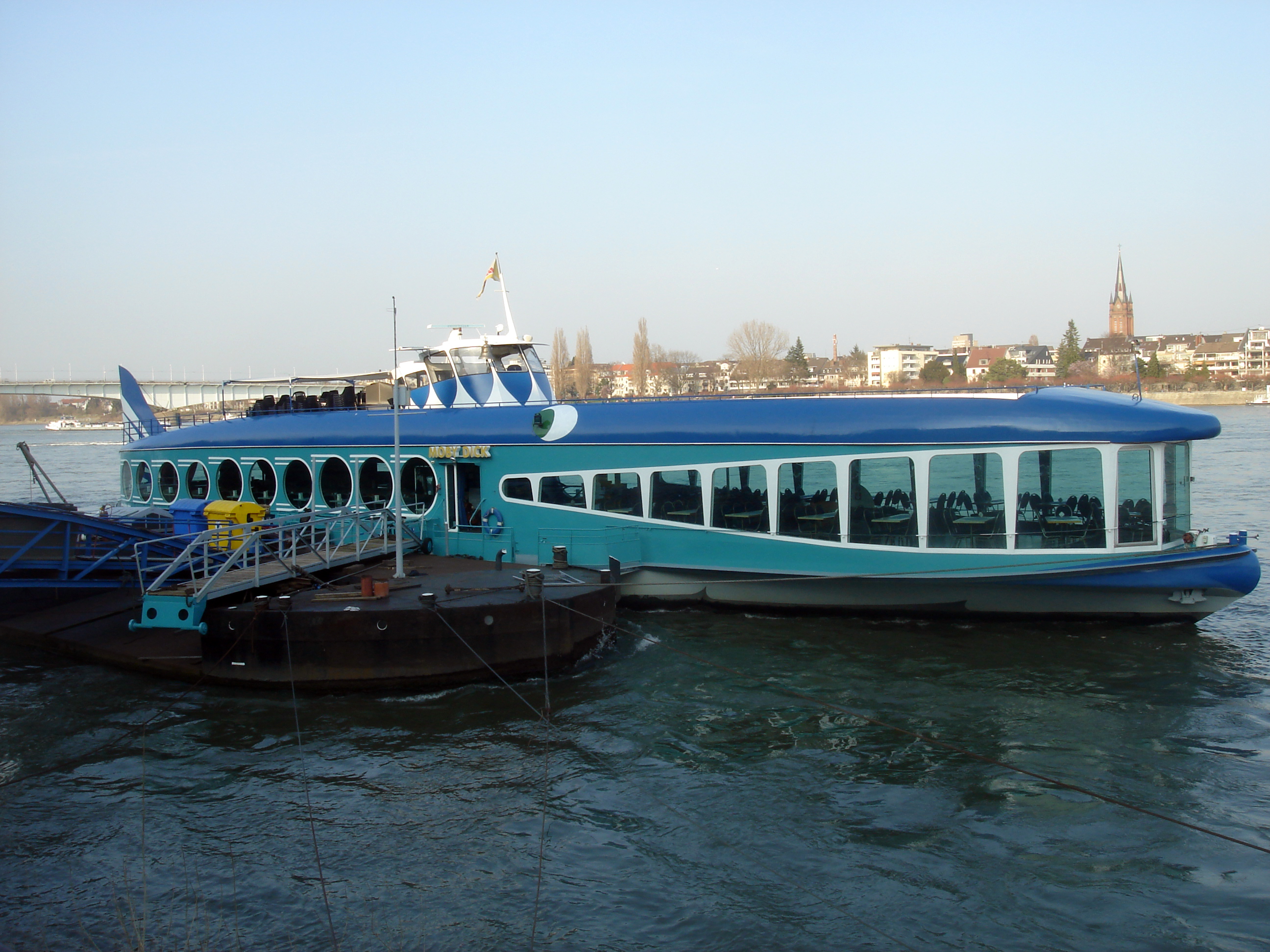
Die Moby Dick am Anlegeplatz in Bonn (2007)
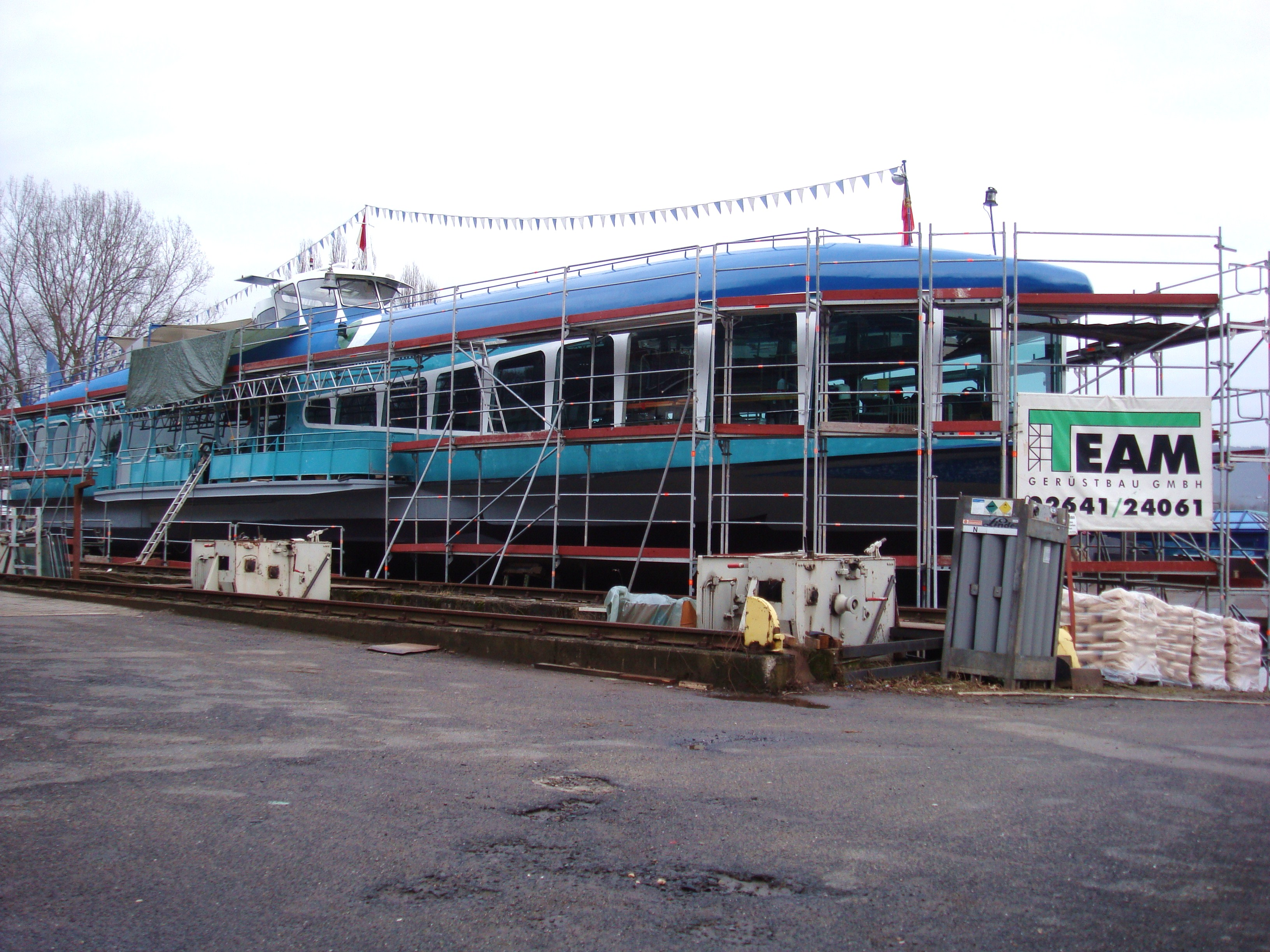
Die Moby Dick auf der Werft in Oberwinter (Februar 2009)
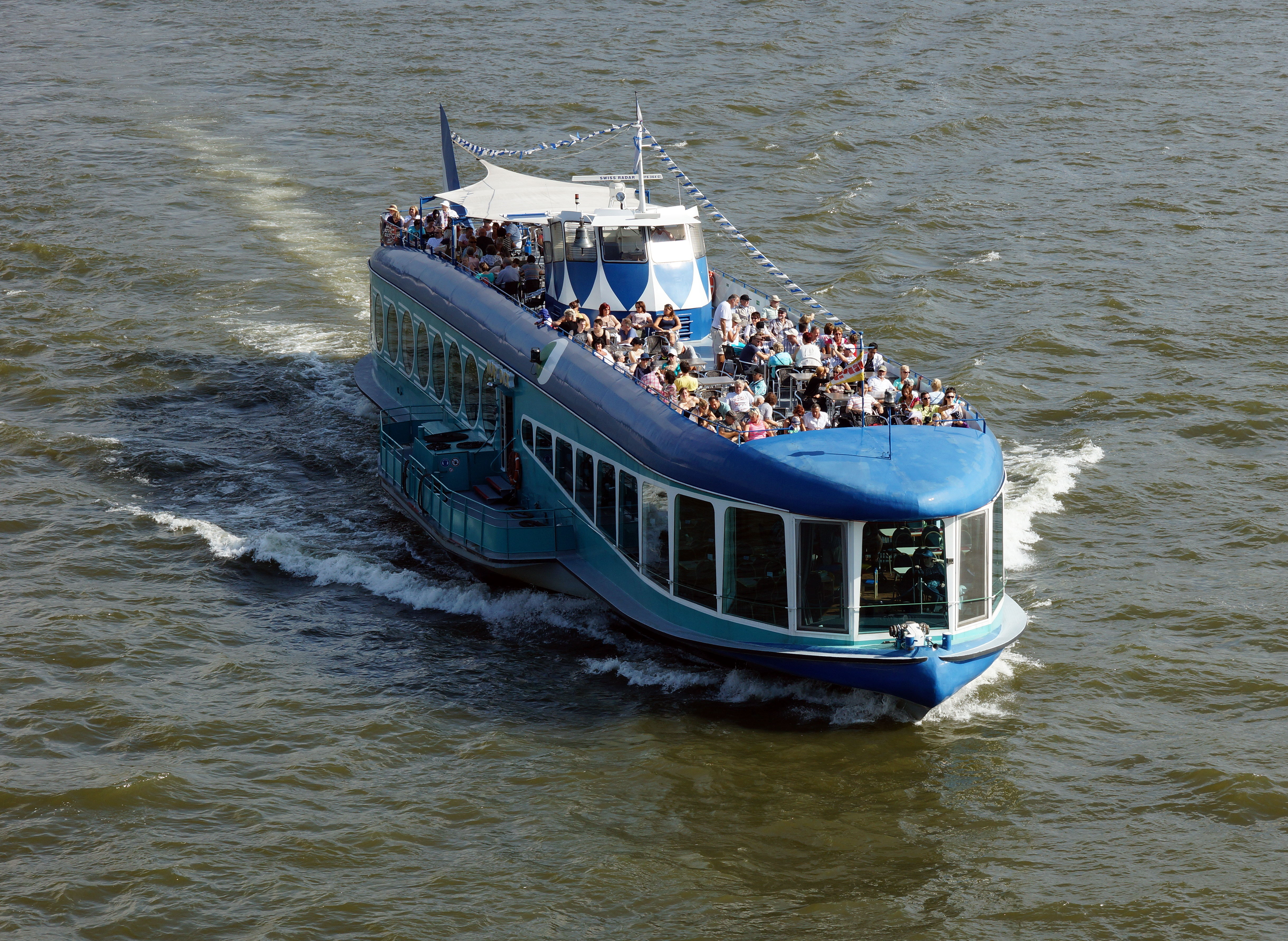
Die Moby Dick unterhalb der Deutzer Brücke in Köln (Juli 2013)